# Justus (cesarz Etiopii)
Justus (zm. 1716) – cesarz Etiopii od 1711 do śmierci.
Prawdopodobnie nie pochodził z rządzącej krajem dynastii. Pełnił funkcję bedżyronda. Po śmierci cesarza Tekle Hajmanota w 1708 poparł syna Jana I, Teofila. Po objęciu przezeń tronu został mianowany rasem oraz zarządcą Semien i Tigraj, niedługo potem trafił do więzienia. Nawiązawszy kontakty ze zbuntowanymi mnichami szenuańskimi prawdopodobnie otruł monarchę w 1711 i sam przejął władzę. Nie angażował się w targające Etiopskim Kościołem Ortodoksyjnym spory doktrynalne, nie prowadził również zbyt aktywnej polityki wobec walczących ze sobą synów Ijasu Wielkiego. Został uduszony lub otruty przez jednego z nich, Dawida.